# Alejo Carpentier
Alejo Carpentier y Valmont (26. prosince 1904 Lausanne – 24. dubna 1980 Paříž) byl kubánsko-francouzský spisovatel a muzikolog, který významně ovlivnil jihoamerickou literaturu. Jeho styl „zázračně reálného“ je často spojován s magickým realismem.

## Životopis
Narodil se 26. prosince 1904 ve švýcarském Lausanne. Sám sebe považoval za Kubánce, ačkoli jeho rodiče byli Francouz a Ruska, kteří se seznámili ve Švýcarsku. Původně studoval architekturu, později se věnoval hudbě a muzikologii. Jakožto levicový novinář utekl Carpentier před diktátorským režimem Gerarda Machada a později i Fulgencia Batisty. V letech 1928–1939 žil v Paříži, kde se setkal se surrealisty, přidružil se k avantgardním literárním proudům, působil jako dopisovatel latinskoamerických časopisů, spolupracoval s rozhlasem a psal libreta k baletům. Po návratu do Havany byl jmenován spoluředitelem rozhlasu, avšak již v roce 1945 z Kuby opět odešel a žil v exilu ve Venezuele. Do vlasti se vrátil až v roce 1959 za vlády Fidela Castra. Z návštěvy na Haiti napsal svou nejznámější novelu Království z toho světa. Jedna z vlastností jeho tvorby je fascinace kultem vúdú.

## Dílo
- 1933 – Pochválen budiž tvůrce (Ecue-yamba-o!)
- 1944 – Viaje a la semilla
- 1946 – La música en Cuba
- 1949 – Království z tohoto světa (El reino de este mundo) – česky 1960, 1998 (přeložil Eduard Hodoušek, Host, ISBN 80-86055-23-X)
- 1953 – Ztracené kroky (Los pasos perdidos) – česky 1963, 1979 (přeložil Eduard Hodoušek, Odeon)[2]
- 1956 – Válka s časem (Guerra del tiempo) – česky 1967 (přeložil Eduard Hodoušek, Odeon)
- 1958 – El acoso
- 1962 – Výbuch v katedrále (El siglo de las luces, doslova Osvícené století) – česky 1969, 1985 (přeložil Eduard Hodoušek, Odeon)
- 1967 – El Camino de Santiago
- 1970 – La ciudad de las columnas
- 1972 – Los convidados de Plata
- 1974 – Náprava dle metody (El recurso del método) – román, česky 1977 (přeložil Eduard Hodoušek, Odeon)
- 1974 – Barokní koncert (Concierto barroco) – česky 1984, 1990 (přeložil Eduard Hodoušek, Odeon, ISBN 80-207-0052-8)
- 1975 – Letra y solfa
- 1976 – Razón de ser
- 1978 – Svěcení jara (La consagración de la primavera) – česky 1989 (přeložila Hana Posseltová-Ledererová, Práce, ISBN 80-208-0816-7)
- 1979 – Harfa a stín (El arpa y la sombra) – slovensky 1984, česky 1990 (přeložil Eduard Hodoušek, Odeon, ISBN 80-207-0052-8)
- 1980 – El adjetivo y sus arrugas
- 1980 – El músico que llevo dentro